# Sophronica egenus
Sophronica egenus är en skalbaggsart som beskrevs av Holzschuh 2006. Sophronica egenus ingår i släktet Sophronica och familjen långhorningar.
Artens utbredningsområde är Afghanistan. Inga underarter finns listade i Catalogue of Life.